# Leighbreen
De Leighbreen is een gletsjer op het eiland Nordaustlandet, dat deel uitmaakt van de Noorse eilandengroep Spitsbergen.
De gletsjer is vernoemd naar Brits ontdekkingsreiziger Benjamin Leigh Smith (1828-1913).

## Geografie
De gletsjer is zuidwest-noordoost georiënteerd en ligt in het noordoostelijk deel van het eiland in Orvin Land. Ze wordt gevoed door de Austfonna en mondt in het noordoosten uit in de Noordelijke IJszee.
Ten zuidoosten van de gletsjer ligt op ruim elf kilometer de gletsjer Worsleybreen, naar het westen op ongeveer zeven kilometer de gletsjer Sexebreen.